# 和立方
和立方是數學公式的一種，它屬於因式分解、乘法公式及恆等式，被普遍使用。和立方是指一個數項，加上另一個數項後，總和的立方：
{\displaystyle (a+b)^{3}=a^{3}+3a^{2}b+3ab^{2}+b^{3}\,\!=a^{3}+b^{3}+3ab(a+b)}

## 驗證

### 主驗證
和立方可直接計算驗證：
{\displaystyle (a+b)^{3}\,\!}
{\displaystyle =(a+b)(a+b)(a+b)\,\!}
{\displaystyle =a(a+b)(a+b)+b(a+b)(a+b)\,\!}
{\displaystyle =(a^{2}+ab)(a+b)+(ab+b^{2})(a+b)\,\!}
{\displaystyle =a(a^{2}+ab)+b(a^{2}+ab)+a(ab+b^{2})+b(ab+b^{2})\,\!}
{\displaystyle =a^{3}+a^{2}b+a^{2}b+ab^{2}+a^{2}b+ab^{2}+ab^{2}+b^{3}\,\!}
{\displaystyle =a^{3}+3a^{2}b+3ab^{2}+b^{3}\,\!}
以上計算方式便可證明:{\displaystyle (a+b)^{3}=a^{3}+3a^{2}b+3ab^{2}+b^{3}\,\!}

### 運用和平方
和立方亦可運用和平方驗證，首先要知道和平方的公式是：
{\displaystyle (a+b)^{2}=a^{2}+2ab+b^{2}\,\!}
然後，利用和平方計算出和立方：
{\displaystyle (a+b)^{3}\,\!}
{\displaystyle =(a+b)^{2}(a+b)\,\!}
{\displaystyle =(a^{2}+2ab+b^{2})(a+b)\,\!}
{\displaystyle =a(a^{2}+2ab+b^{2})+b(a^{2}+2ab+b^{2})\,\!}
{\displaystyle =a^{3}+2a^{2}b+ab^{2}+a^{2}b+2ab^{2}+b^{3}\,\!}
{\displaystyle =a^{3}+3a^{2}b+3ab^{2}+b^{3}\,\!}
以上計算方式便可證明:{\displaystyle (a+b)^{3}=a^{3}+3a^{2}b+3ab^{2}+b^{3}\,\!}